# Lotnisko Nowe Miasto nad Pilicą
Lotnisko Nowe Miasto nad Pilicą (kod ICAO: EPNM) – czynne wojskowe lotnisko położone w granicach Nowego Miasta nad Pilicą w powiecie grójeckim, w województwie mazowieckim.

## Dane techniczne
Lotnisko posiada utwardzoną drogę startową 08/26 o wymiarach 2400 m × 60 m, a także 4 drogi kołowania i tyle samo płyt postoju samolotów (PPS). Dla porównania minimalna droga lądowania dla A380 (największy pasażerski samolot na świecie, brak regularnego kursowania z Polski) przy maksymalnej wadze to ok. 2700 m, a startowa przy prawie maksymalnym MTOW: ok. 3288 m.

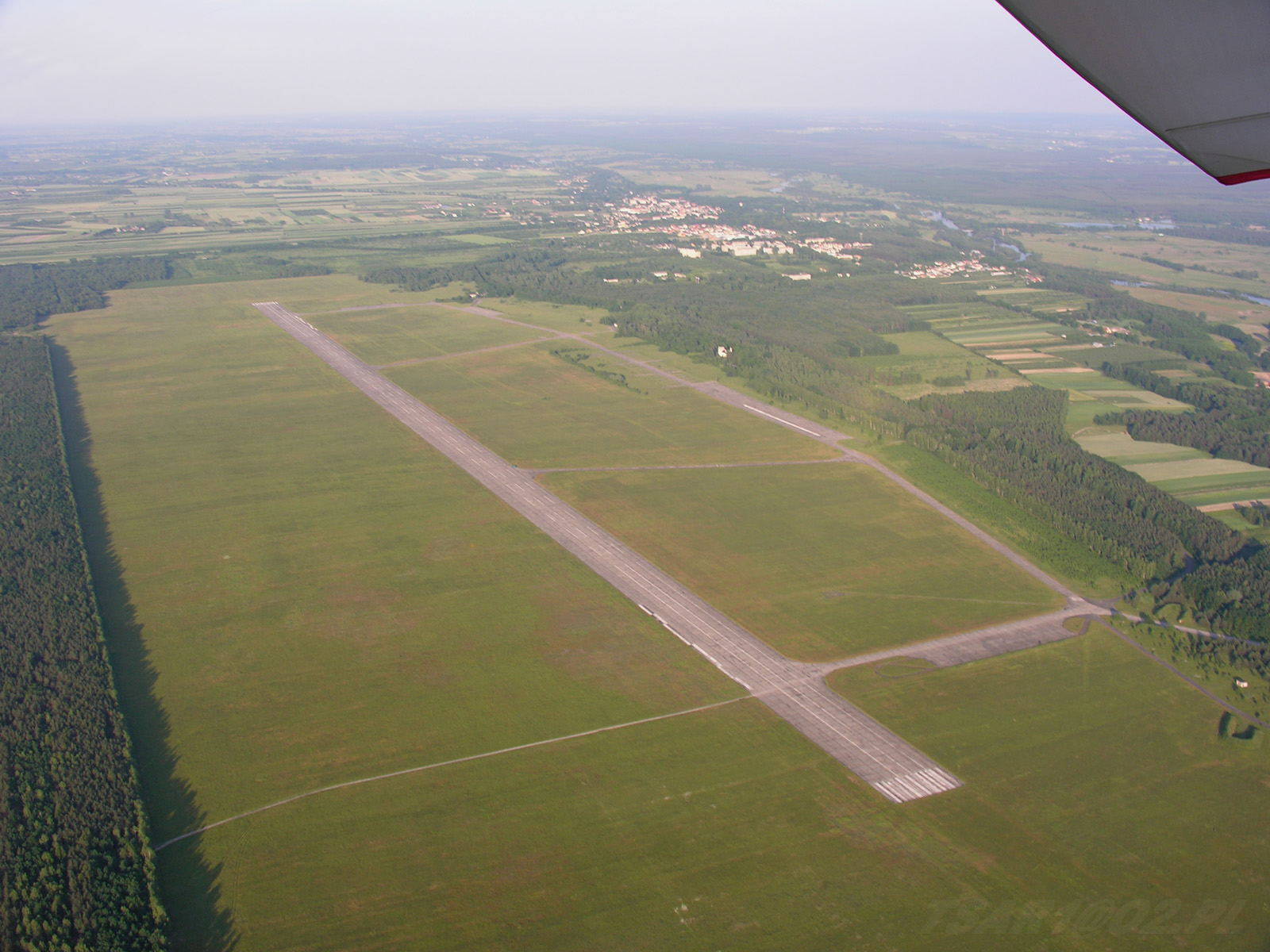
widok lotniska

## Historia
O lokalizacji obiektu tuż przy mieście zadecydowała przede wszystkim doprowadzona tu jeszcze przed wojną wąskotorowa linia kolejowa oraz droga asfaltowa.
Pierwsze prace pomiarowe pod budowę lotniska stałego rozpoczęto 15 listopada 1953. Budowę rozpoczęto na wywłaszczonych gruntach (ze względu na okres „zimnej wojny” utajniono nazwy miejscowości na obszarze, których rozpoczęto budowę lotniska i jednostki wojskowej nadając im nazwę wieś Romanów). W skład tego obiektu wchodziły grunt z części miejscowości: Łęgonice, Góra i Nowe Miasto n. Pilicą – głównie grunty rozparcelowanego dawnego majątku ziemskiego oraz tzw. „miejskie pola”.
W roku następnym przystąpiono do budowy betonowej drogi startowej wraz z drogami kołowania i płytami postoju samolotów. W 1954 wybudowano także port lotniczy, hangar oraz pozostałe obiekty niezbędne do prawidłowego funkcjonowania obiektu. W latach późniejszych uzupełniano infrastrukturę o dodatkowe budynki np. domek pilota. Na początku stacjonował tu pułk szkoleniowy, następnie 61 Lotniczy Pułk Szkolno-Bojowy(Biała Podlaska). Od 4 listopada 1977 aż do końca, tj. 31 grudnia 2000 stacjonował tu 47 Szkolny Pułk Śmigłowców. Później (według stanu na 2006) należało do Agencji Mienia Wojskowego. Podjęto także starania o utworzenie tam miasteczka filmowego, podpisując w 2007 umowę w tej sprawie (ostatecznie inwestycja nie doszła do skutku).
W październiku 2016 roku Minister Obrony Narodowej Antoni Macierewicz zapowiedział, że w Nowym Mieście nad Pilicą zostanie odtworzona jednostka wojskowa. Lotnisko wraz z infrastrukturą ma być przekazane z zasobów AMW do MON. W 2017 rozpoczęto prace remontowe, zorganizowano także ćwiczenia.
W roku 2018 zostało zarejestrowane jako lądowisko w spisie Urzędu Lotnictwa Cywilnego pod numerem 412. Pozostało własnością AMW, natomiast jego zarządcą została Wyższa Szkoła Oficerska Sił Powietrznych (od 1 października 2018 przemianowana na Lotniczą Akademię Wojskową). Działalność na nim prowadzi powiązane z LAW Akademickie Centrum Szkolenia Lotniczego, jest także planowane udostępnianie go kadetom Obrony Terytorialnej i sformowanie jednostek wojskowych.

## Port pasażerski
Społeczny Komitet Mieszkańców Miasta i Gminy Nowe Miasto nad Pilicą oraz władze gminy obecnie promują ideę powstania portu lotniczego w Nowym Mieście na bazie nieczynnego lotniska jako alternatywę dla zatłoczonego warszawskiego Lotniska Chopina. Ta lokalizacja odznacza się bliskością Centralnej Magistrali Kolejowej oraz możliwością podłączenia do planowanych dróg. Nowe Miasto znajduje się poza siecią istniejących dróg krajowych. Istnieją dwie drogi wojewódzkie: 728 relacji Grójec – Końskie i 707 łącząca Nowe Miasto z Rawą Mazowiecką.
Projekt koncepcyjny terminalu pasażerskiego.

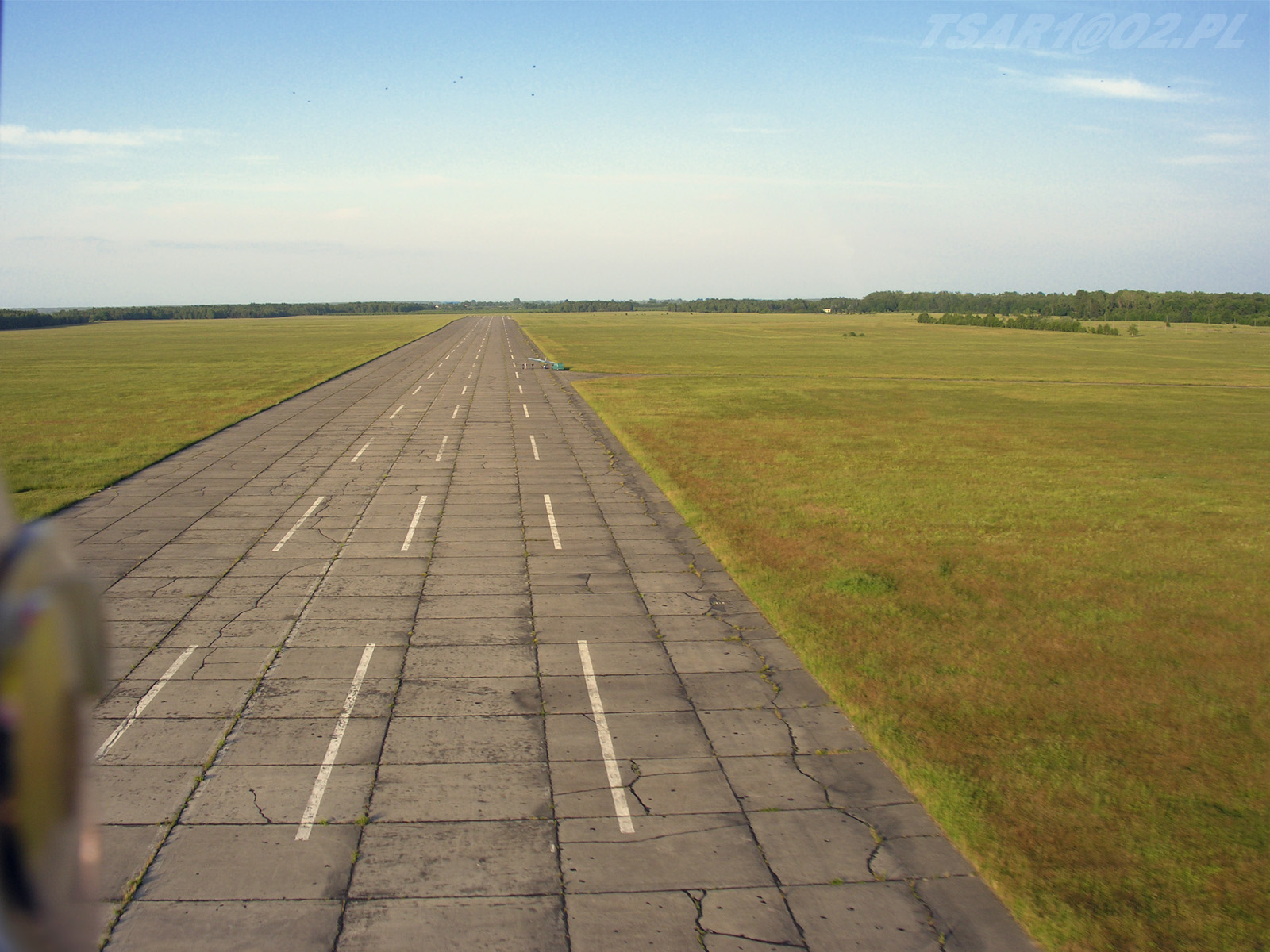
widok lotniska